# Ofo (firma)
Ofo byla čínská firma provozující systém sdílení jízdních kol. Původně byla založena jako studentský projekt na univerzitě v Pekingu. Jednalo se o jednu z prvních bikesharingových firem, které odstartovaly velký zájem o sdílení jízdních kol ve městech. Všechna kola měla jasnou žlutou barvu. Pronajímala se pomocí mobilní aplikace a fungovala bez parkovacích stojanů.

## Historie

### Vznik v Číně
Firma byla založena v roce 2014 v čínském hlavním městě Pekingu. Původně studentský projekt se rychle rozšířil do dalších 160 čínských měst a v roce 2017 ovládal 65 procent trhu.

### Expanze do světa
V roce 2017 začala expanze na zahraniční trhy. Prvními zeměmi mimo Čínu byly Singapur a Spojené království.

### Zánik
Od roku 2018 začala mít firma ekonomické problémy. Po velkém nástupu městské cyklistiky v Číně, kde působilo také mnoho start-upů, začalo mnoho firem krachovat. Ofo mělo ekonomické problémy i v Česku. V mnoha zemích se začalo postupně stahovat z trhu s informací, že se plánuje soustředit pouze na vybraná velká města. Velkým problémem nejen v Číně bylo i to, že po odstoupení z trhu po sobě firma často zanechala velké množství kol v ulicích, které musely být odklizeny na náklady města.
V roce 2019 se firma stáhla ze všech zahraničních trhů a v roce 2020 definitivně ukončila veškeré aktivity.

## Rozšíření ve světě
Z Číny se firma rozšířila i do Austrálie, Evropy a USA. V roce 2017 pronajímala přes 10 milionů kol ve 180 městech a 13 zemích.

### Působnost v Česku
Firma v roce 2017 působila i v Praze, kde nasadila do testovacího provozu 300 jízdních kol. Do plného provozu měl systém přejít v roce 2018, to bylo však o rok posunuto a následně úplně zrušeno. V plánu bylo 3000 kol.

## Galerie

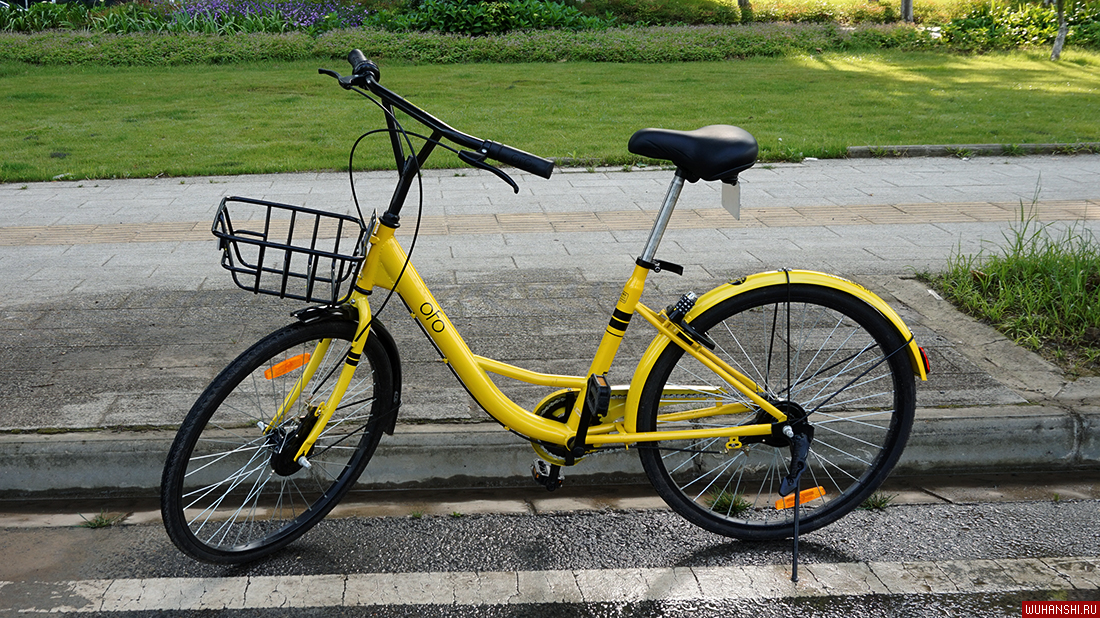
Klasický design ve žluté barvě, s nízkým rámem a košíkem
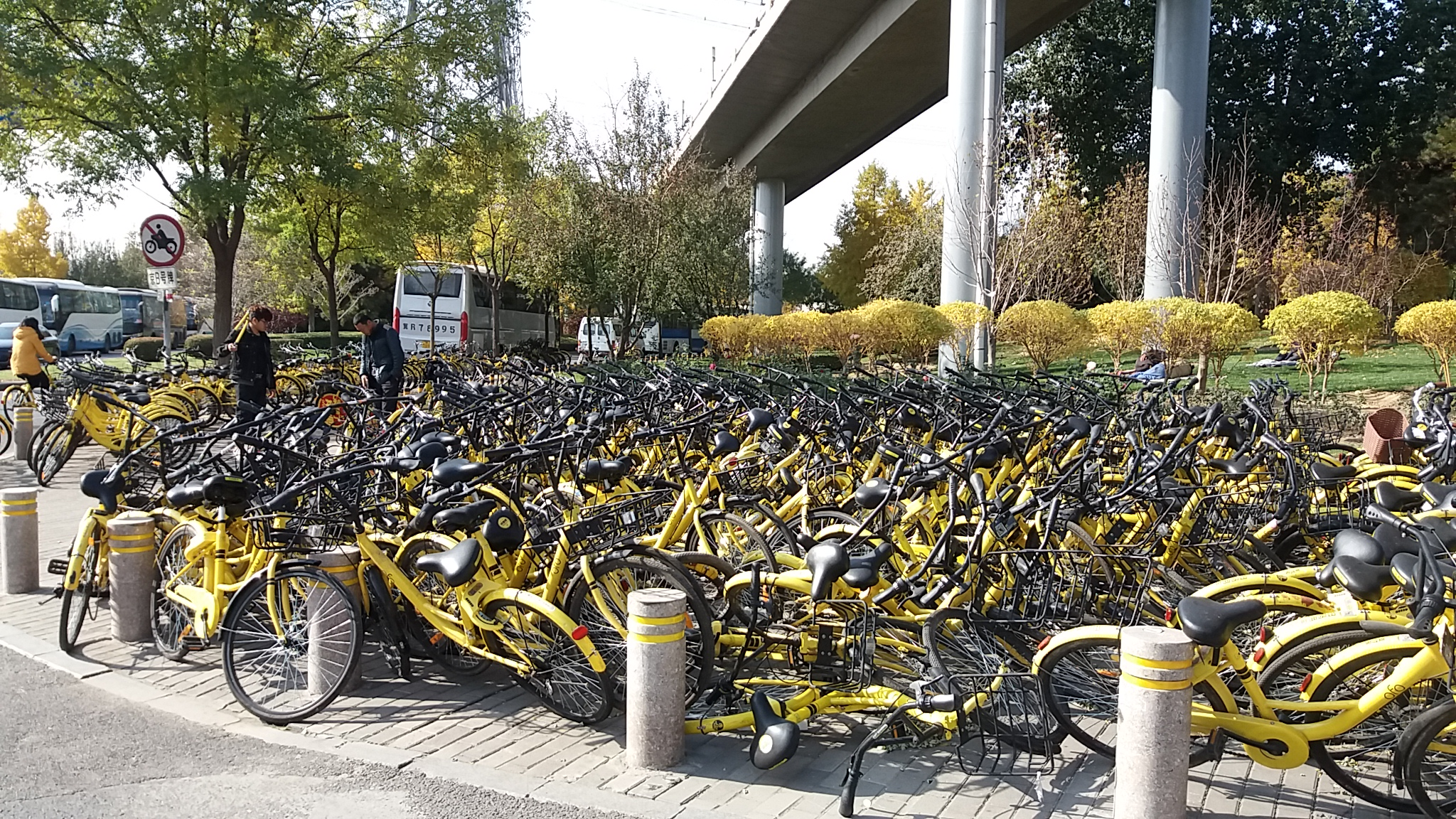
Přeplněné parkoviště
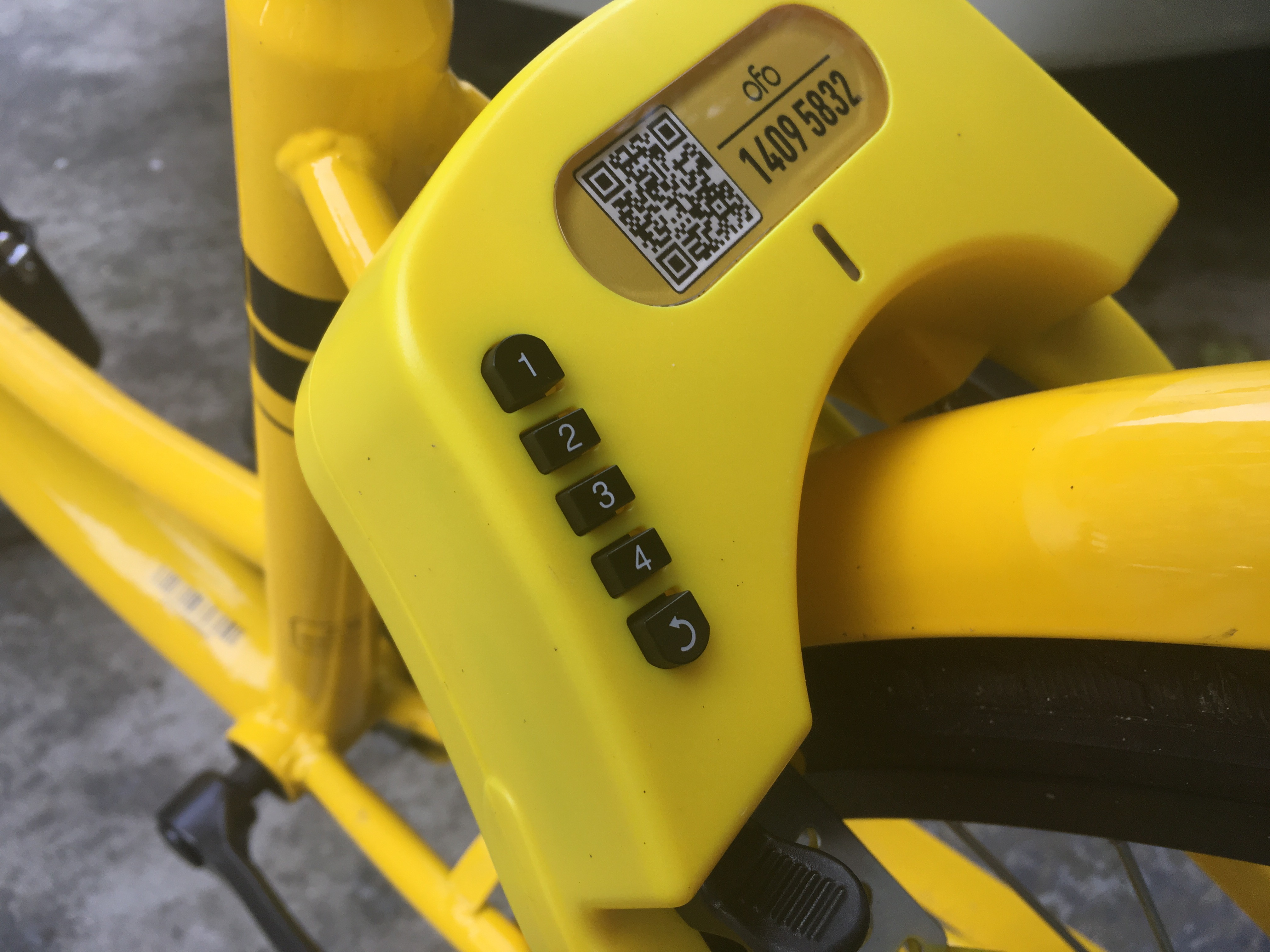
Jeden z typů zámků
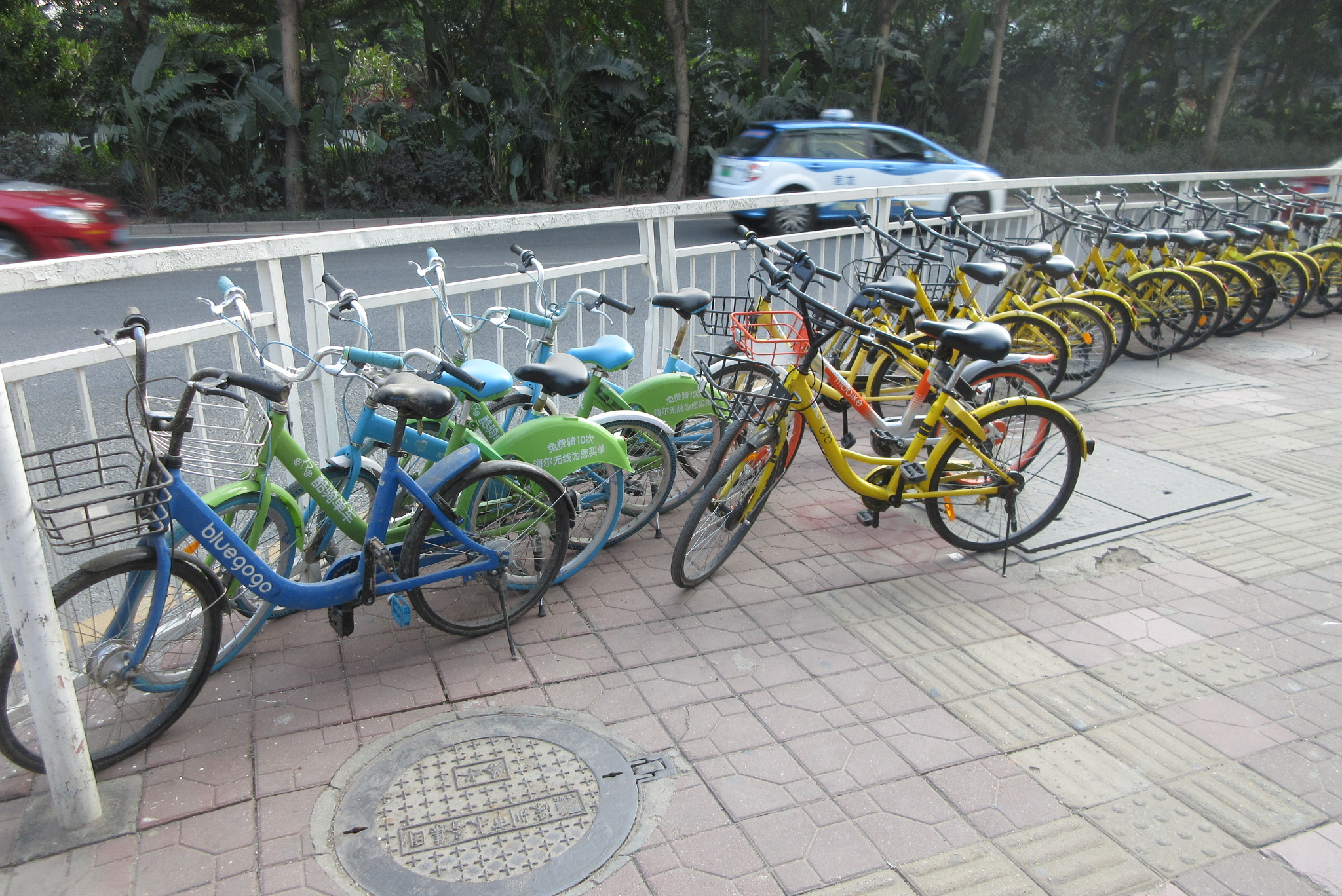
Zaparkovaná kola vedle dalších konkurenčních firem
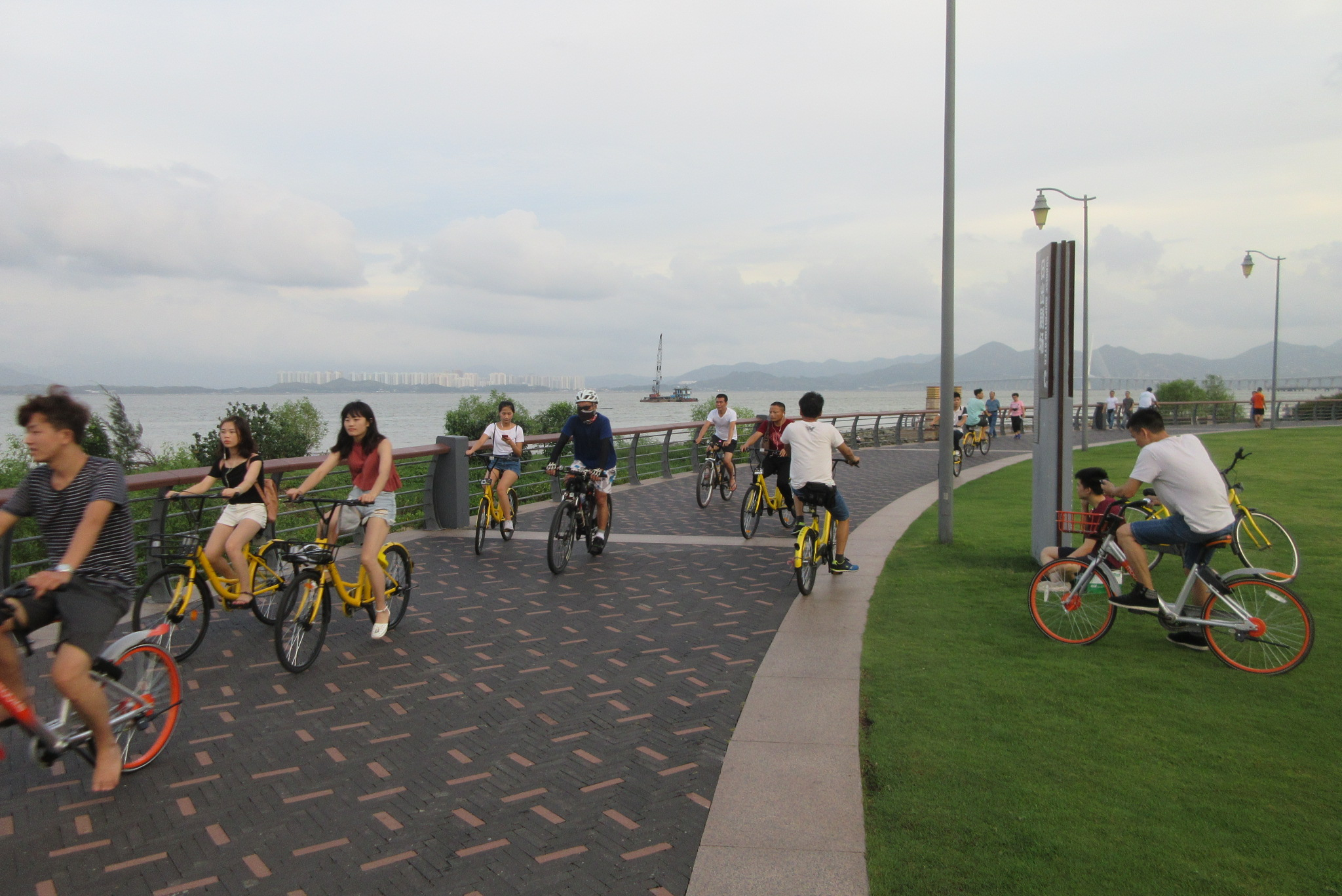
Lidé projíždějící se na zapůjčených kolech